# Eunice unidentata
Eunice unidentata är en ringmaskart som beskrevs av Rioja 1962. Eunice unidentata ingår i släktet Eunice och familjen Eunicidae. Inga underarter finns listade i Catalogue of Life.